# Kitty Aschenbach
Kitty Aschenbach (geb. 5. Februar 1894 als Katharina Margarete Asch in Berlin; gest. 15. Juni 1980 in Zürich) war eine deutsche Schauspielerin bei Bühne und Film.

## Leben und Wirken
Die Tochter des Schauspielers Sigmund Aschenbach und seiner Frau Amalie, geb. Graetz, ging direkt von der Schule zum Theater und gab ihren Einstand im Alter von 17 Jahren am Theater am Nollendorfplatz ihrer Heimatstadt Berlin. Nach einer Spielzeit 1913/14 am Residenz-Theater der deutschen Hauptstadt debütierte die Berlinerin im ersten Kriegswinter 1914/15 in einem kurzen Film von Walter Schmidthässler. Anschließend ließ sie sich in Frankfurt am Main nieder, um von 1915 bis 1920 einer Verpflichtung an das dortige Schauspielhaus nachzukommen. Für eine weitere, diesmal deutlich kleinere Filmrolle, in Joe Mays Drama Die Schuld der Lavinia Morland, kehrte Kitty Aschenbach nach Berlin zurück. Ansonsten blieb sie Frankfurt verbunden und war von 1920 bis 1922 und 1927/28 Ensemblemitglied des dortigen Neuen Theaters. In der Zwischenzeit erfolgte eine weitere filmbedingte Rückkehr in die Hauptstadt, als Kitty Aschenbach den kleinen Part der Hauptmannswitwe Luise Vischerin in einem Schiller-Film von Curt Goetz übernahm. Außerdem sah man sie zu dieser Zeit an den Reinhardt-Bühnen in Inszenierungen von Reinhardt, Karl Heinz Martin und Heinz Hilpert. 1922 heiratete sie ihren Berufskollegen Walter Fried (eigentlich Walter Freudenheim). In Frankfurt feierte sie zum Ende der 1920er Jahre ihre größten Theatererfolge als junge Frau in Arthur Schnitzlers Reigen und als Titelfigur in Die große Katharina in einer Inszenierung von Max Ophüls. 1931 schloss sich Kitty Aschenbach als nunmehr freischaffende Künstlerin einem Berliner Tourneetheater an, der Berliner Kammerbühne, und gastierte an mehreren hauptstädtischen Bühnen. Ebenfalls 1931 übernahm sie ihre erste und einzige Tonfilmrolle in dem Historiendrama Der Herzog von Reichstadt. 
Nach NS-Rassenlehre als Halbjüdin geltend, geriet die Künstlerin wie auch ihr jüdischer Ehemann seit der Machtergreifung durch die Nationalsozialisten massiv unter Druck. Das Paar verließ am 1. April 1933 das Deutsche Reich und ging zunächst nach Paris. Ein Engagement brachte sie an das Deutschsprachige Schauspielensemble in Straßburg; dort sah man sie beispielsweise im März 1934 als Dr. Anita Murr in dem Schwank Hasenklein kann nichts dafür. Zwischen 1935 und 1938 trat Aschenbach in Wien und Prag auf, im Herbst 1936 führte sie eine Verpflichtung an das Schauspielhaus Zürich, wo sie unter der Regie von Leopold Lindtberg in Hamlet und unter der Spielleitung von Leonard Steckel in dem Stück Der erste Frühlingstag zu sehen war. Nach dem Anschluss Österreichs im März 1938 wurde die Schweiz endgültig ihre neue Heimat. Zunächst in Zürich und ab 1939 in Lugano wohnhaft, wirkte Kitty Aschenbach zumeist gastweise an unterschiedlichen Theatern, auch erneut am Zürcher Schauspielhaus, wo man sie in der Spätphase des Zweiten Weltkriegs in Leo Tolstois Und das Licht scheint in der Finsternis (1943) und als alte Dame in Franz Werfels Jacobowsky und der Oberst (1944) sehen konnte. 1944/45 gab sie auch Gastspiele am Stadttheater von Basel. Im Januar 1945 wirkte sie in der deutschsprachigen Premiere von Ernest Hemingways Die fünfte Kolonne mit und im darauf folgenden Jahr mit Leopold Biberti in St. Gallen in einer Aufführung von George Bernard Shaws Helden. Ab 1946 war sie mit ihrem Ehemann wieder in Zürich ansässig. Nach einer Verpflichtung in Chur (1947/48) kehrte Kitty Aschenbach für Auftritte nach Deutschland zurück und gab 1949 Lesungen in Bremen, Hamburg und Heidelberg. Die Universität von Frankfurt am Main lud sie zu einem Leseabend im Gedenken an die jüngst verstorbene Ricarda Huch ein. Auch in späteren Jahren hielt Aschenbach Vortragsabende und war zu Gast in Rundfunk und Fernsehen. Seit 1963 verwitwet, starb sie 1980 im Alter von 86 Jahren in Zürich und wurde auf dem Friedhof Enzenbühl beigesetzt.

## Filmografie
- 1914: Die Unschuld vom Lande
- 1915: Myrthe und Schwert
- 1920: Die Schuld der Lavinia Morland
- 1921: Aus dem Schwarzbuch eines Polizeikommissars, 2. Teil: Verbrechen aus Leidenschaft
- 1923: Friedrich Schiller
- 1931: Der Herzog von Reichstadt

## Theater
- 1913: Ralph Benatzky, Leopold Jacobson: Der lachende Dreibund (Obristenfrau) – Regie: ? (Theater am Nollendorfplatz Berlin)
- 1918: Julius Meier-Graefe: Heinrich, der Bedrücker – Regie: Gustav Hartung (Schauspielhaus Frankfurt am Main)
- 1920: Rabindranath Tagore: Der König der dunklen Kammer – Regie: Richard Weichert (Schauspielhaus Frankfurt am Main)
- 1920: August Strindberg: Frau Margit (Margit) – Regie: Svend Gade (Theater an der Königsgrätzer Straße)
- 1921: Oscar Wilde: Salome – Regie: Svend Gade (Theater an der Königsgrätzer Straße)
- 1922: Richard Keßler Der Schildpattkamm – Regie: Julius E. Herrmann (Lessingtheater Berlin)
- 1923: Hugo von Hofmannsthal: Der Unbestechliche – Regie: Rudolf Beer (Lessingtheater Berlin)
- 1923: Carl Sternheim: Die Kassette (Fanny Krull) – Regie: Carl Sternheim (Tribüne Berlin)
- 1924: Schalom Asch: Gott der Rache – Regie: Emil Geyer (Theater am Kurfürstendamm Berlin)
- 1924: George Bernard Shaw: Helden – Regie: Emil Geyer (Theater am Kurfürstendamm Berlin)
- 1928: Georg Kaiser: Oktobertag (Hausdame) – Regie: Robert Forster-Larrinaga (Deutsches Theater Berlin – Kammerspiele)
- 1928: Bayard Veiller: Der Prozeß der Mary Dugan (Witwe) – Regie: Heinz Hilpert (Deutsches Theater Berlin im Berliner Theater)
- 1928: Melchior Lengyel: Tihamér – Regie: Arthur Bárdos (Theater im Palmenhaus Berlin)